# Portieux
Portieux é uma comuna francesa na região administrativa do Grande Leste, no departamento de Vosges. Estende-se por uma área de 7.9 km². Em 2010 a comuna tinha 1 270 habitantes (densidade: 160,8 hab./km²).